# Romantická kytara

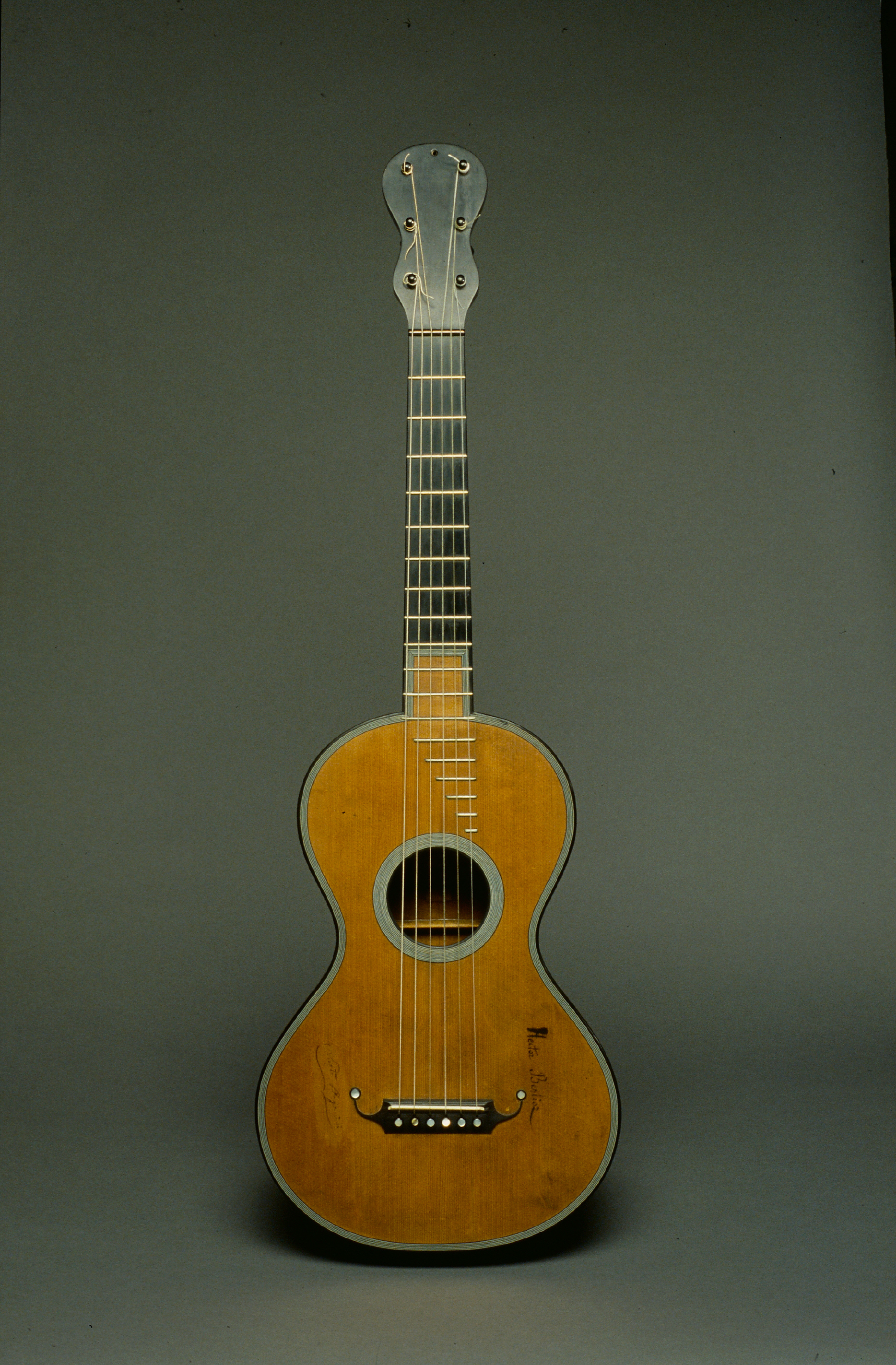
Raně romantická kytara (asi 1830, Paříž), Jean-Nicolas Grobert (1794–1869)

Romantická kytara je typ kytary z období romantismu (cca 1815-1910). Jde o přímého předchůdce klasické kytary. V té době byly kytary upravovány na šestistrunné nástroje (ve srovnání s barokní kytarou, která měla struny zdvojeny, a tak jich měla celkem 9 až 10).
Nejstarší dochovanou šestistrunnou kytaru vyrobil roku 1779 Gaetano Vinaccia (1759 – cca 1831) v Neapoli, jehož rodina byla známá vývojem mandolín. Tato kytara byla prozkoumána a nejeví známky, že by byla přestavěna z kytary se zdvojenými strunami. Spolehlivý původ kytar před rokem 1790 je však často nejistý. To také odpovídá tomu, že
Morettiho šestistrunná metoda se nejspíš objevila roku 1792.

## Skladatelé
- Mauro Giuliani (1781-1829)
- Johann Kaspar Mertz (1806-1856)
- Giulio Regondi (1822-1872)
- Fernando Sor (1778-1839)